# Jovan Adepo
Jovan Adepo est un acteur américain, né le 6 septembre 1988 à Upper Heyford en Oxfordshire en Grande Bretagne.

## Biographie

### Jeunesse et formation
Jovan Adepo est né en 1988 dans le village à Upper Heyford en Oxfordshire. Sa mère, née à Londres, est d'origine nigériane et son père, né à Chattanooga en Tennessee, est un Afro-Américain. Il grandit à Waldorf dans le Maryland, il y participe à des pièces de théâtre dans une école catholique. Il y étudie à l'université Bowie State, où il reçoit ensuite le baccalauréat en arts, en science politique et en philosophie,.

### Carrière
En 2011, Jovan Adepo part à Los Angeles tenter son rêve de scénariste. Pour y arriver, un ami de sa famille lui conseille de commencer à prendre des cours de théâtre pour participer à des publicités et à se faire de l'argent de poche, sous la tutelle de différents professeurs remarquables tels que Lorrie et Dianne Hull de l'Actors Studio. Grâce à cela, il devient acteur. Il rencontre la sœur de l'actrice Viola Davis déjà fréquentée dans une église en Maryland, qui l’aide à prendre contact avec cette dernière. Cette actrice lui conseille d’étudier des bonnes techniques, d’assister à des pièces de théâtre et de lire beaucoup de scénarios,.
Entre 2012 et 2015, il apparaît dans cinq courts métrages et dans un épisode de la série télévisée Blood Relatives. En cette dernière année, il est engagé comme fils d’Erika pour la série The Leftovers.
En 2016, il retrouve Viola Davis pour le tournage de Fences réalisé par Denzel Washington dans lequel il interprète Cory Maxson, fils de ces derniers. Ce rôle lui vaut trois nominations à la cérémonie des Black Reel Awards.
En 2017, il est l’échanson dans Mother! de Darren Aronofsky.
En 2018, il est choisi dans le rôle principal du soldat Boyce en pleine Seconde Guerre mondiale pour le film de guerre horrifique Overlord de Julius Avery, une production de J. J. Abrams, aux côtés de Wyatt Russell, Pilou Asbæk et Mathilde Ollivier.
En 2022 il incarne Sidney Palmer, trompettiste star dans le film Babylon de Damien Chazelle.

## Filmographie

### Films
- 2016 : Fences de Denzel Washington : Cory Maxson
- 2017 : Mother! de Darren Aronofsky : l’échanson
- 2018 : Overlord de Julius Avery : Boyce
- 2020 : The Violent Heart de Kerem Sanga : Daniel
- 2022 : Babylon de Damien Chazelle : Sidney Palmer
- 2023 : Misanthrope (To Catch a Killer) de Damián Szifrón : l'agent fédéral Mackenzie
- 2023 : Ses trois filles (His Three Daughters) de Azazel Jacobs : Benjy

### Courts métrages
- 2012 : Gahiji de Kevin Wells : Sentwali
- 2012 : Sandbox de Daniel Carberry : Gator
- 2012 : Kay de Ciji Michelle Campbell : Jared
- 2013 : Bruise de Ryan Lipscomb : Bryan James
- 2015 : The Youth de Dehanza Rogers : Sahal

### Séries télévisées
- 2014 : Blood Relatives : Dushaan Jackson (saison 3, épisode 2 : House of Lies)
- 2015-2017 : The Leftovers : Michael Murphy (18 épisodes)
- 2016 : NCIS : Los Angeles (NCIS: Los Angeles) : Emmanuel Salim (saison 7, épisode 17 : Revenge Deferred)
- 2018 - 2019 : Sorry for Your Loss : Danny Greer (20 épisodes)
- 2019 : Jack Ryan : Marcus Bishop (8 épisodes)
- 2019 : Dans leur regard (When They See Us) : Antron McCray (4 épisodes)
- 2019 : Watchmen : Will Reeves (3 épisodes)

- 2020 : Le Fléau (The Stand) : Larry Underwood[9]
- 2024 : Le Problème à trois corps : Saul Durand
- 2025 : Ça : Bienvenue à Derry (It: Welcome to Derry)

## Distinctions

### Nominations
- Black Reel Awards 2016 :
  - Meilleure performance exceptionnelle
  - Meilleur acteur dans un second rôle
  - Meilleure performance exceptionnelle dans une distribution du film

- Emmy Awards 2020 :
  - Meilleur acteur dans un second rôle dans une mini-série ou un téléfilm pour Watchmen